# Zebra (musicien)
Pour les articles homonymes, voir Zebra.
 (novembre 2013).
Si vous disposez d'ouvrages ou d'articles de référence ou si vous connaissez des sites web de qualité traitant du thème abordé ici, merci de compléter l'article en donnant les références utiles à sa vérifiabilité et en les liant à la section « Notes et références ».
Zebra (de son vrai nom Antoine Minne) est un DJ, musicien, auteur-compositeur-interprète français né le 30 juillet 1971. En tant que DJ, il est essentiellement connu pour ses bootlegs (ou mashups). Il est aussi animateur-réalisateur en radio, producteur et bookeur pour sa société Zebramix.

## Biographie

### Jeunesse et débuts à Rennes et Paris
Zebra a grandi à Ham (Somme), où il apprit la musique et la guitare dès l'âge de 9 ans. Il fit ses débuts en radio à Arras et Cambrai en 1991, avant de partir ensuite à Rennes.
Entre 1993 et 1994 il fut bassiste choriste du groupe Billy Ze Kick et les Gamins en Folie, connu grâce au succès de Mangez-moi ! Mangez-moi ! et OCB.
Il fut ensuite chanteur-guitariste des Raggamins (section ragga des Gamins en Folie), et Demain les Poulpes (funk) entre 1993 et 1998, et il anima l'émission « Le Joli Matin » sur la radio rennaise Canal B.
Il devint DJ Zebra dès 1997, lorsqu'il fut programmé aux Transmusicales de Rennes.
DJ Zebra a ensuite vécu à Paris de 1999 à 2018, où il a d'abord été connu pour ses mixs afro-latino, avant de devenir DJ résident aux soirées rock « Dans mon garage » au Pulp (Paris) de 2002 à 2004.
Il réside actuellement à Genève (Suisse)

### DJ radio / télé et autres créations
DJ Zebra a créé plus de 1500 bootlegs depuis 2001 et revendique un parcours hors de l'industrie du disque.
En 2003, il devient animateur sur Oüi FM avec l'émission « Mix on the Rocks » puis lance le « Zebramix » en septembre 2004. Son émission, un mix spécialisé en bootlegs majoritairement rock et diffusée tous les soirs à 20 heures, a atteint les 4 millions de podcasts téléchargés en 2007 et une certaine notoriété.
Il a rejoint également Laurent Lavige en tant que chroniqueur dans son émission « Onde de choc » sur France Inter de janvier 2005 à juin 2007. 
Le 1er janvier 2008, DJ Zebra inaugura le lancement de Virgin Radio (anciennement Europe 2). Il y a produit et animé le « Zebramix » jusqu'en juillet 2009. C'est sur cette radio qu'il réalise ses mixs les plus populaires : "Zebra fait son cinéma" et "Bootstock", qui seront ensuite proposés en téléchargement sous forme de concept-albums.
De septembre 2009, à juin 2011, il anime l'émission « Zebra Rock n' Soul » sur Le Mouv'. Zebra a fêté ses 20 ans de radio le 5 février 2011 lors d'un grand concert à la Flèche d'Or (Paris).
En septembre 2011, il revient sur Oüi FM, chaque vendredi soir, et ouvre sa webradio « Ouï Fm by DJ Zebra », réunissant tout son univers musical et ses meilleurs mixs. En mars 2013, il retourne une nouvelle fois sur Virgin Radio jusqu'en juillet 2014. Puis il anime la "Pop Rock Party" sur RTL2 de mars 2015 à juillet 2016. De 2014 à 2022, il a réalisé et animé des émissions sur La Grosse Radio Rock (« La Tournée », puis le "DJ Zebra Rock Mix"). Il a aussi réalisé des mixs pour la station lyonnaise Virage Radio en 2020.
En 2019, il a rejoint Radio Vostok, à Genève, d'abord pour des chroniques musicales, puis pour réaliser l'émission "Les Dernières Tentations de Zebra", consacrée à l'actualité musicale indé, chaque samedi soir. En 2022-23, il a animé l'émission culturelle "La Quotidienne", dans laquelle il recevait et interviewait de nombreuses personnalités du milieu culturel suisse (musique, cinéma, théâtre, expo, ...).
En télé, DJ Zebra réalisa le « Zebramix » sur Virgin 17 en 2008 et 2009. Il fut ensuite DJ résident de l'émission Lescure : tôt ou tard, animée par Pierre Lescure sur Paris Première en 2010-2011, puis chroniqueur musical hebdomadaire dans Le Lab.Ô sur France O en 2012, et même DJ dans le "Disney Dance Talent" (Disney Channel, 2013). Il a aussi réalisé plusieurs génériques, dont ceux de "La Télé de A à Z" (France 2), "Monte le son" (France 4), "À nous deux" sur (France O) et "Les 40 ans de l'INA" (TF1).
En tant qu'auteur, sous le nom d'Antoine Zebra, il a écrit plusieurs chansons. En mars 2019, il a publié son premier roman "Iggy Salvador" (éditions Zebramix / Publishroom Factory), racontant de façon romancée l'histoire du mouvement Bootleg / Mashup dans les années 2000. Présenté au Salon du Livre à Paris, il a ensuite été représenté toute l'année lors d'une tournée en librairies et bars, complétée de DJ-sets. 
Depuis 2020, il est aussi programmateur de concerts et soirées : D'octobre 2020 à février 2022, Zebra (Antoine Minne) a été responsable de la programmation et de la production de l'association Post Tenebras Rock à Genève (essentiellement à l'Usine), avec laquelle il a monté un festival folk et de multiples collaborations. Depuis septembre 2022, il est programmateur du clubbing DJ au Chat Noir (Carouge) avec l'ASMV, ainsi que des concerts "Vostok Sessions" radiodiffusés sur Radio Vostok .
En 2023, il se lance dans le management et le booking via sa société Zebramix, notamment pour Stone (DJ rap urban remixs), Dibby (rap queer), Vivo (chanson hip hop) et Bootleggers United (son duo avec DJ Prosper).

## Concerts et musique
Zebra est un musicien complet, mais a surtout été reconnu comme le DJ du milieu rock dès 2003 dans les salles de concert et festivals, faisant souvent intervenir des invités. 
En juillet 2006, Cali et Mathias Malzieu le rejoignent sur scène au festival Solidays : c'est le début des « bootlegs live ». Zebra devient le premier bootlegger à interpréter en concert ses créations avec les artistes originaux : Dionysos, Anis, La Phaze, Leeroy… Le concept s'étend avec Louise Attaque, qui l'invitent aux Francofolies de La Rochelle puis sur quatre autres dates de leur tournée 2006, dont Bercy. La même année, il apparaît dans l’émission Taratata avec Cali, qui chante ses chansons sur des instrumentaux de U2 et des White Stripes. Ce duo fera date, et Cali deviendra un partenaire régulier sur scène.
En 2007, les Francofolies de La Rochelle lui offrent la grande scène pour les « Zebrafolies » : c'est la première fois qu'un DJ, indépendant sans album, accède à ce niveau dans un festival de chansons. Il tourne beaucoup (78 dates) dans les festivals comme les Vieilles Charrues, La Fiesta des Suds, Paleo, Terre Neuvas, etc. Il remplit deux fois l'Élysée Montmartre à Paris.
On le voit de plus en plus souvent accompagné d'une guitare et de chanteurs : les concerts Zebramix se mettent progressivement en place. Il tourne avec ce concept de collectif toute l'année 2008, avec plus de 120 musiciens (dont une harmonie classique, un bagad breton, des musiciens et chanteurs venus de tous horizons comme Oxmo Puccino, Florent Marchet, Ours, -M-, Martina Topley-Bird…
En 2009, Zebra tourne toute l'année avec ses 3 platines, sa guitare et son micro. Parallèlement, il compose des chansons originales avec Tom Hogg et Stéphane Montigny (Dionysos), et monté son groupe franco-anglais Zebra, Hogg & Horns.
En 2010, Zebra produit entièrement son album Rock n' Soul Radio, sorti sous le nom de ZZEBRAA, contenant 9 versions jouées et réalisées avec Monty (trombone/trompette). Zebra y joue les guitares, basse et rythmiques. Grâce à ce nouveau style, Zebra amorce son virage en concert, s'affirmant comme un DJ-guitariste-chanteur accompagné de divers musiciens (Pony Taylor, DJ Moule, Uminski, ...), allant même jusqu'à jouer ce répertoire avec l'orchestre d'Harmonie de Lens à l'Olympia, puis celui de Lille-Fives.
La même année, il a composé les musiques originales des films-documentaires "Les enfants du nouveau monde" (de Jean-Sebastien Desbordes, Vincent Nguyen et Manon Loizeau), et de "Piégés" (de Jean-Sebastien Desbordes et Vincent Nguyen), tous deux diffusés sur France 2 en 2010 et 2011. Zebra a produit et sorti ces musiques de film dans ses albums "Bubbles" et "Samsara" en 2011.

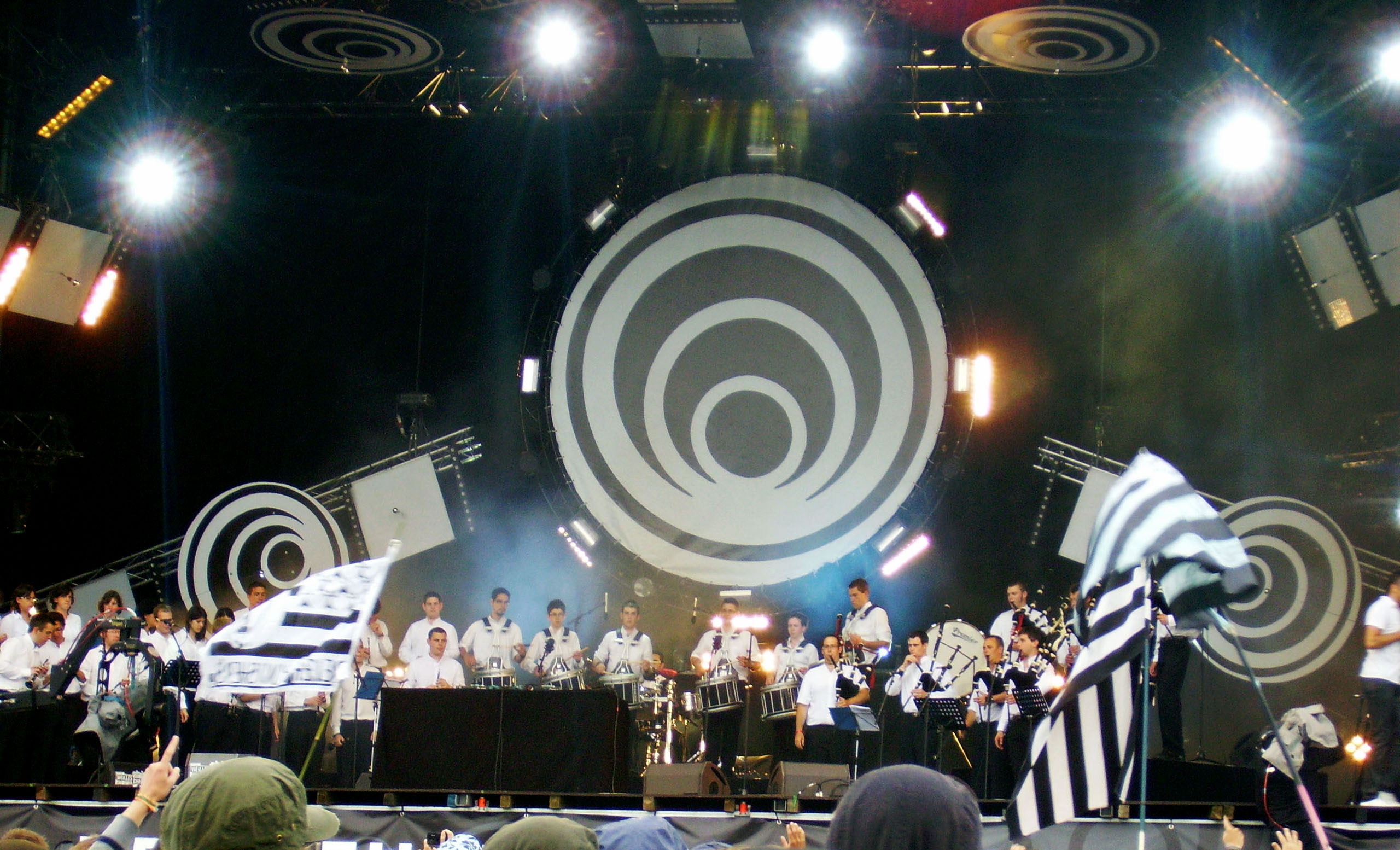
Création Zebra & Bagad Karaez pour le festival des Vieilles Charrues 2011

En 2012, il réalise et produit l'album Zebra & Bagad Karaez, pour lequel il a écrit et composé des chansons originales, contenant des duos avec Tom Hogg, Cali et Arno. À la suite de leur concert qui marquait la 20e édition du Festival des Vieilles Charrues en 2011, cette formation rock bretonne est devenue la priorité musicale de Zebra. Sorti sur son label Zebramix le 20 octobre 2012, l'album a remporté le grand prix du disque du Télégramme en février 2013. Zebra a aussi produit le clip de The unknown soldier (duo avec Tom Hogg), filmé sur l'île de Sein par le réalisateur Jean-Sébastien Desbordes. Après 30 concerts en 2012-2013, notamment dans les festivals de l'Ouest, le groupe a fini sa tournée le 2 novembre à Gourin (56). Un film documentaire "Un zèbre dans le Kreiz Breizh", réalisé par Bertrand Basset et racontant cette aventure, est sorti le 29 Juillet 2022.
En 2014, Zebra décide de privilégier la chanson-rock en français, dans un univers « swing trash et sévèrement cuivré », accompagné de Stéphane Montigny (trombone) et Nicolas Puisais (trompette). Après la chanson Au Brésil (Le Brio), réalisée pour la Coupe du monde de football de 2014, il sort l'album Mambopunk le 2 février 2015. Christophe Crenel a réalisé la pochette et le premier clip vidéo Peau de zèbre, et Zebra ceux de "Du sang sur les murs" et "Alleluia everybody". Puis il réalise et autoproduit une trilogie de EP entre septembre 2015 et mai 2016 : "Du nichon et du gratuit", "Champagne et chocolat" et "#trouconventjouir", ainsi que quelques clips (sauf celui de "Sorti de mon trou" (2016), réalisé avec Christophe Crenel et Jean-Sébastien Desbordes).
En 2016, Zebra ajoute son prénom à son pseudo, et se consacre entièrement à l'écriture et l'interprétation de chansons originales. Désormais, il s'appelle Antoine Zebra, chanteur de rock n' roll à textes, et sort l'album "Plaisirs et dissidence" en novembre 2016, un disque conceptuel rock et littéraire accompagné d'une nouvelle originale. Pour la distribution, il se sert de la plateforme Ulule, privilégiant un rapport physique équitable plutôt qu'une production industrielle classique.
En 2017, Antoine Zebra se lance un nouveau défi : le théâtre. Il écrit et met en scène un nouveau spectacle intitulé "Plus rien ne m'arrête", qu'il interprète seul en scène avec ses guitares et une platine vinyle. Ce spectacle en partie musical, nourri d'anecdotes sur son parcours de musicien indépendant, est le manifeste d'un rockeur combatif. Il le joue à Paris (Théâtre Essaïon) en mai et juin, puis à Rennes et au festival d'Avignon en juillet. Les critiques sont enthousiastes. Il reprend sa tournée d'automne à Lille, Lyon, Rennes, Paris et Toulouse, pour finir à l'Essaïon le 17 décembre, après 48 dates.
En 2018, Zebra reprend les platines et la réalisation de bootlegs, en duo avec Prosper, sous le nom de BU (pour  Bootleggers United). Ils produisent plusieurs EP, sortis en téléchargement gratuit. Leur show est une battle de DJs, face à face. Après une première à Clermont-Ferrand le 8 mars, ils jouent dans les festivals d'été. Cette tournée se poursuit en 2019, après un 4e EP et un succès grandissant. DJ Zebra joue aussi en solo, ce qui l'a amené sur la grande scène du Paléo Festival (Suisse) le 27 juillet 2019 avec Stefan Eicher, en remplacement de Shaka Ponk.
En 2020, Zebra sort un nouvel album "Dance Music", contenant des remixs instrumentaux funk et rock de certaines chansons de ses précédents albums. Cet album a bénéficié d'une édition vinyle limitée à 200 exemplaires. 
2022 a été l'année du retour aux platines, avec une longue tournée en tant que DJ, que ce soit avec Bootleggers United (duo avec DJ Prosper) ou en solo. 2023 et 2024 ont suivi le même chemin, avec une belle tournée de 40 dates en 2024 (meilleure série depuis 2011) ponctuée par un set au Club France pour la soirée de cloture des Jeux Paralympiques de Paris le 8 septembre. Bootleggers United a publié son 8e EP en Mars 2024, incluant le mashup "Portugabrielle" dont le succès populaire a égalé ceux de "Destroy Djadja" (2019) et "Daftemara" (2022).  

## Discographie

### Albums & EP
- 1994 : Billy Ze Kick et les Gamins en Folie (Productions du Fer / Polygram Music)
- 1995 : Demain les Poulpes - Canicha (Productions du Fer / Roadrunner)
- 1995 : Les Raggamins - Rock n'Roll Attitude (Productions du Fer / Roadrunner)
- 1996 : Demain les Poulpes - Pudelfrau (Productions du Fer / Roadrunner Allemagne)
- 1998 : Les Raggamins et le Grand Cheval (Silène / Kerig / Wagram)
- 2004 : DJ Zebra - Dance to the underground - compilation mixée (Labels / EMI)
- 2010 : ZzebraA - Rock n' Soul Radio - (Zebramix / distrib. Musicast)
- 2011 : Zebra - Bubbles (Bande originale du film Les Enfants du Nouveau Monde) - (Zebramix / distrib. IDOL)
- 2011 : Zebra - Samsara (Musique originale du film Piégés) - (Zebramix / distrib. IDOL)
- 2012 : Zebra & Bagad Karaez - (Zebramix / Coop Breizh)
- 2015 : Zebra - Mambopunk - (Zebramix / distrib. Musicast)
- 2015 : Zebra - Du nichon et du gratuit - EP - (Zebramix / distrib. Musicast)
- 2015 : Zebra - Champagne et chocolat - EP - (Zebramix / distrib. Musicast)
- 2016 : Zebra - #trouconventjouir - EP - (Zebramix / distrib. Musicast)

- 2016 : Antoine Zebra - Plaisirs et dissidence - (Zebramix)

- 2020 : Zebra - Dance Music - (Zebramix)

### Divers
- 1998 : DJ Zebra - Las petas del Kag - compilation Bars en Trans 1998
- 2004 : DJ Zebra - Take me out saturday night (bootleg) - compilation 15 ans ! (C'rock radio)
- 2004 : DJ Zebra - The X-mas kick (bootleg) - compil UK We wish you a merry Christmash (A Half Inch Stocking Filler)
- 2004 : Elevate Newton's Theory vs. DJ Zebra - Puma's revisited - compilation Do you speak pop ? (Un Dimanche)
- 2004 : Jesus Volt - Do the funky cornbread - Zebra remix - album Electro button funky coxxx (Hometown blues)
- 2004 : Bertrand Louis - La plus belle fille du web - Zebra remix - single (Polydor)
- 2005 : Extra Extra & DJ Zebra - Once in a lifetime - maxi Yes yes yes (Future Now)
- 2005 : Neïmo & DJ Zebra - Hot hot girl - album From scratch (Big fields)
- 2005 : Arno - Fais gaffe - Zebra remix - single (Delabel)
- 2006 : DJ Zebra & Uminski - Putain putain - compilation Tribute to Arno (LMA/Delabel)
- 2008 : La Phaze - Peine de vie - Zebra remix - single (Because)
- 2008 : DJ Zebra & Anis - Integration prizes (bootleg) - compilation Le Printemps de Bourges
- 2010 : Florent Marchet - Benjamin - Zebra remix (Pias)
- 2011 : Prosper - Respect Pastek - Zebra "africa" remix (Westway)
- 2011 : Eté 67 - Le pourboire - Zebra remix (62TV Records / Pias)
- 2011 : NagNagNag - She's a pain - Zebra remix (Last Exit Rrecords)
- 2011 : Florent Marchet et Zebra - La charrette (Pias) - bonus sur la réédition de "Courchevel"
- 2012 : Theodore, Paul & Gabriel - Bad mood - Zebra remix (Belleville)
- 2013 : Violetta - En mi mundo - Zebra remix (Disney)
- 2014 : DJ Zebra - Au Bresil / Le Brio (Zebramix / IDOL)
- 2016 : Prosper & Azzax - Prince is not dead - Zebra remix (Boxon Records) - sortie le 10/06/2016
- 2019 : Antoine Zebra - Iggy Salvador (roman)